# Organisme public gallois
Organisme parrainé par le Gouvernement gallois
Ne doit pas être confondu avec la notion d’autorité galloise dévolue.

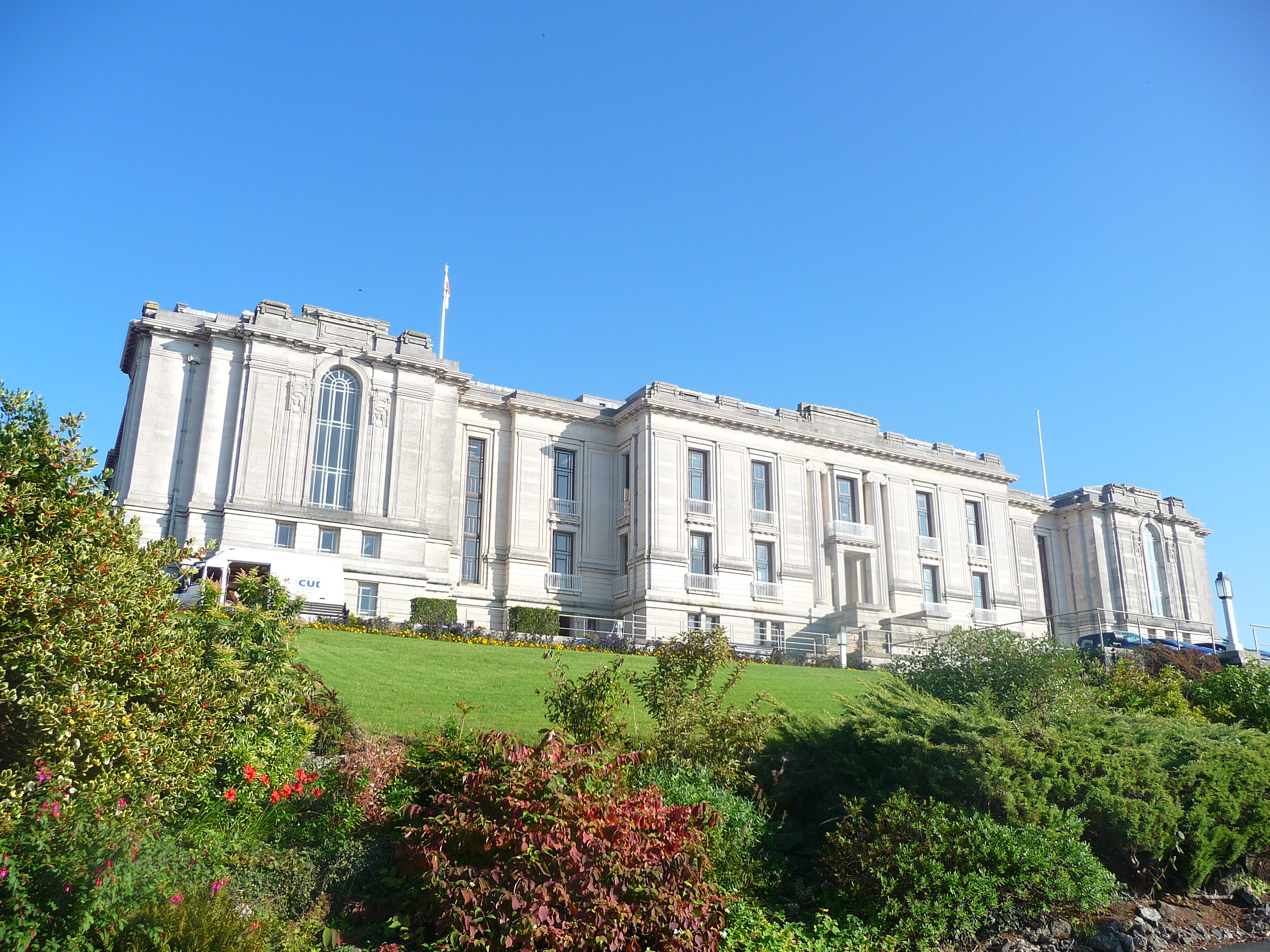
La Bibliothèque nationale du pays de Galles, exemple d’organisme public gallois, de nature exécutive.

La terminologie d’organisme public gallois (Welsh public body en anglais) est le nom légal donné à un organisme public non ministériel au pays de Galles. Connu sous le nom d’organisme parrainé par le Gouvernement gallois (Welsh Government sponsored body en anglais, abrégé en WGSB ; Corff a Noddir gan Lywodraeth Cymru en gallois, abrégé en CNLC) depuis les années 2010, il est relié à la famille des organisations quasi-gouvernementales. En 2020, il en existe 41, classés sous trois grandes formes : exécutive (25), consultative (7) ou de tribunal (9).
Organisation initialement placée sous l’autorité de l’assemblée nationale du pays de Galles à sa création en 1999 par le Government of Wales Act 1998, elle est d’abord connue en tant qu’« organisme public parrainé par l’Assemblée » (Assembly Sponsored Public Body en anglais, abrégé en ASPB ; Corff Cyhoeddus a Noddir gan y Cynulliad en gallois, abrégé en CCNC). À partir de 2007, les organismes publics gallois relèvent de la compétence des « ministres gallois ». À ce titre, l’appellation d’« organisme parrainé par le gouvernement de l’Assemblée » (Assembly Government sponsored body en anglais, abrégé en WAGSB ; Corff a Noddir gan Lywodraeth y Cynulliad en gallois, abrégé en CNLC) puis celle d’« organisme parrainé par le Gouvernement gallois » sont les formulations prescrites pour qualifier ceux-ci depuis l’entrée en application du Government of Wales Act 2006.

## Histoire

### Avant la dévolution du pouvoir
| Année | Type      | Type         | Type     | Total |
| Année | Exécutive | Consultative | Tribunal | Total |
| ----- | --------- | ------------ | -------- | ----- |
| 1980  | 11        | 20           | 4        | 35    |
| 1990  | 14        | 24           | 4        | 42    |
| 2000  | 15        | 17           | 5        | 37    |
| 2010  |           |              |          |       |
| 2020  | 25        | 7            | 9        | 41    |

La problématique du nombre d’organismes publics au pays de Galles est particulièrement liée à la question de la dévolution du pouvoir.
Lors de la campagne référendaire de 1979, le parti nationaliste Plaid Cymru s’attaque à la soixantaine d’organisations publiques constituées de membres nommés à la discrétion de Whitehall. La critique principale s’oriente autour du manque de contrôle local de ces organismes puisque les autorités sont uniquement responsables devant le ministre des Affaires galloises, siégeant à Londres. Face à l’inflation de la quantité d’organisations quasi-gouvernementales (quasi non-governmental organisations en anglais, abrégées en quangos) et au manque de transparence de leurs organes, il est parfois question de quangocracy,.
À la fin des années 1990, au moment du retour à l’ordre du jour du projet dévolutionnel dans l’agenda des personnalités publiques à Westminster, le nombre de quangos reste un sujet politique à Londres s’agissant du pays de Galles. Après le référendum de 1997, le Government of Wales Act 1998 organise le transfert de la gestion des organismes publics gallois du secrétaire d’État vers la nouvelle assemblée nationale du pays de Galles à partir de 1999. Cette année-là, il existe alors 38 organisations quasi-gouvernementales, dont 15 organismes exécutifs employant 3 066 équivalents temps plein pour 673 millions de livres sterling (pour l’année comptable 1998-1999),.

### Depuis la création de l’Assemblée galloise
Bien qu’aucune modification ne soit opérée par les lois de dévolution au sujet de l’appellation d’organisme public gallois, plusieurs dénominations sont attribuées à ce type d’organisation quasi-gouvernementale au gré des changements constitutionnels intervenus au pays de Galles depuis 1999.
À la création de l’assemblée nationale du pays de Galles au sens du Government of Wales Act 1998, ils sont d’abord décrits comme des « organismes publics parrainés par l’Assemblée » (Assembly Sponsored Public Bodies en anglais, abrégés en ASPBs ; Cyrff Cyhoeddus a Noddir gan y Cynulliad en gallois, abrégés en CCNCau) à partir du 12 mai 1999.
Cependant, au moment du transfert d’autorité des organismes publics du pays de Galles vers les ministres gallois par le Government of Wales Act 2006, ils prennent le nom d’« organismes parrainés par le gouvernement de l’Assemblée » (Assembly Government sponsored bodies en anglais, abrégés en AGSBs ; Corff a Noddir gan Lywodraeth y Cynulliad en gallois, abrégés en CNLCau) le 25 mai 2007, tandis que le comité exécutif — renommé « gouvernement de l’Assemblée galloise » — est dissocié de la législature.
Enfin, lorsque le gouvernement de l’Assemblée galloise prend le nom de Gouvernement gallois, quelques mois après la promulgation du Wales Act 2014, ils sont désormais qualifiés d’« organismes parrainés par le Gouvernement gallois » (Welsh Government sponsored bodies en anglais, abrégés en WGSBs ; Corff a Noddir gan Lywodraeth Cymru en gallois, abrégés en CNLCau).

## Définition

### Dimension légale
Le Government of Wales Act 1998 prévoit que l’assemblée nationale du pays de Galles exerce un certain nombre de fonctions par transfert de compétences du gouvernement et du Parlement britannique vers l’Assemblée. Parmi celles-ci, la loi offre la possibilité à l’Assemblée de gérer des organes de droit public, différenciant les autorités de santé (Welsh health authorities, section 27) des autres organismes publics gallois (Welsh public bodies, section 28). Un tableau annexé à la loi recense l’ensemble des organismes publics placés sous son autorité,.
Le transfert d’autorité de l’Assemblée galloise vers les ministres gallois est organisé par la section 160 du Government of Wales Act 2006, qui amende la section 28 du Government of Wales Act 1998. Il entre en application au moment de la nomination du premier ministre suivant l’élection de la IIIe Assemblée galloise, qui intervient le 25 mai 2007,.

### Typologie
Les organismes parrainés par le Gouvernement gallois se répartissent sous trois grandes formes : 
- les autorités exécutives, qui admettent un rôle exécutif, administratif, commercial ou régulateur et qui exercent leurs fonctions selon un cadre gouvernemental prescrit et selon un degré d’indépendance variable ;
- les autorités consultatives, exerçant un rôle de conseil auprès de la législature et du gouvernement sur des questions particulières, généralement instituées sur décision administrative et composées de fonctionnaires ;
- et les tribunaux, qui règlent les différends et les appels sur divers sujets.

### Organisation
Les buts et objectifs du Gouvernement gallois sont réalisés par le biais d’organismes publics, dont notamment les organisations publiques dites « organismes parrainés par le Gouvernement gallois ». Dans chaque organisme exerçant des fonctions exécutives, un comptable nommé est chargé de la gestion des finances publiques et de la réalisation des objectifs de l’organisation. Il est notamment tenu de signer une déclaration administrative (governance statement en anglais) publiée tous les ans dans les comptes annuels de l’organisme. En outre, la relation entre le Gouvernement gallois et les organisations publiques financées par l’exécutif fait l’objet d’une documentation écrite propre à chacune d’entre elles. Pour ce faire, une unité des organismes publics a pour vocation le développement des partenariats entre le gouvernement et ses organisations.

## Listes

### Organismes publics gallois actifs
Plusieurs organismes publics gallois sont listés au sein du tableau no 4 du Government of Wales Act 1998, amendé à plusieurs reprises par différentes lois et décrets.

#### Exécutifs
Au 3 juin 2020, les organismes exécutifs parrainés par le Gouvernement gallois sont au nombre de 25.
- Arts Council of Wales / Cyngor Celfyddydau Cymru (en)
- Careers Wales / Gyrfa Cymru
- Design Commission for Wales / Comisiwn Dylunio Cymru
- Development Bank of Wales / Banc Datblygu Cymru
- Higher Education Funding Council Wales (HEFCW) / Cyngor Cyllido Addysg Uwch Cymru
- Industry Wales / Diwydiant Cymru
- International Business Wales (en)
- Life Sciences Hub Wales / Hwb Gwyddorau Bywyd Cymru
- Local Democracy and Boundary Commission for Wales / Comisiwn Ffiniau a Democratiaeth Leol Cymru
- Meat Promotion Wales / Hybu Cig Cymru (HCC)
- National Academy for Educational Leadership / Academi Genedlaethol ar gyfer Arweinyddiaeth Addysgol
- National Library for Wales / Llyfrgell Genedlaethol Cymru
- National Museum of Wales / Amgueddfa Cymru
- Natural Resources Wales / Cyfoeth Naturiol Cymru (en)[d]
- Planning Inspectorate Wales / Arolygiaeth Gynllunio Cymru
- Qualifications Wales / Cymwysterau Cymru (en)
- Regeneration Investment Fund for Wales (RIFW) / Cronfa Buddsoddi Cymru mewn Adfywio
- Royal Commission on the Ancient and Historical Monuments of Wales (RCAHMW) / Comisiwn Brenhinol Henebion Cymru (CBHC) (en)
- Social Care Wales / Gofal Cymdeithasol Cymru[e]
- Sports Wales / Chwaraeon Cymru (en)[f]
- Student Finance Wales / Cyllid Myfyrwyr Cymru
- Transport for Wales (TFW) / Trafnidiaeth Cymru
- Wales Revenue Authority / Awdurdod Cyllid Cymru
- Welsh Development Management
- WGC Holdco

#### Consultatifs
Au 3 juin 2020, les organismes consultatifs parrainés par le Gouvernement gallois sont au nombre de 7.
- Advisory Panel on Substance Misuse / Panel Cynghori ar Gamddefnyddio Sylweddau
- Welsh Medical Committee / Pwyllgor Meddygol Cymru
- Welsh Optometric Committee / Pwyllgor Optometrig Cymru
- Welsh Pharmaceutical Committee / Pwyllgor Fferyllol Cymru
- Welsh Nursing and Midwifery Committee / Pwyllgor Nyrsio a Bydwreigiaeth Cymru
- Welsh Therapies Advisory Committee / Pwyllgor Cynghorol Therapïau Cymru
- Welsh Scientific Advisory Committee / Pwyllgor Cynghori Gwyddonol Cymru

#### Tribunaux
Au 3 juin 2020, les tribunaux parrainés par le Gouvernement gallois sont au nombre de 9.
- Adjudication Panel Wales / Panel Dyfarnu Cymru
- Agricultural Land Tribunal for Wales / Tribiwnlys Tir Amaethyddol Cymru
- Mental Health Review Tribunal for Wales / Tribiwnlys Adolygu Iechyd Meddwl Cymru
- Registered Inspectors of Schools Appeals Tribunal
- Registered Nursery Education Inspectors Appeals Tribunal
- Registered Property Tribunal
- Special Educational Needs Tribunal for Wales / Tribiwnlys Anghenion Addysgol Arbennig Cymru
- Valuation Tribunal for Wales / Tribiwnlys Prisio Cymru
- Welsh Language Tribunal / Tribiwnlys y Gymraeg

### Anciens organismes publics gallois

#### Anciens organismes exécutifs
| Ancien organisme | Formation de l’organisme             | Formation de l’organisme | Date de prise en charge par les institutions dévolues | Abolition et transfert des fonctions | Abolition et transfert des fonctions | Abolition et transfert des fonctions                                |
| Ancien organisme | Origine légale                       | Date de création         | Date de prise en charge par les institutions dévolues | Décret | Date de dissolution                  | Institution de transfert                                            |
| --- | ------------------------------------ | ------------------------ | ----------------------------------------------------- | --- | ------------------------------------ | ------------------------------------------------------------------- |
| Health Professions Wales Proffesiynau Iechyd Cymru                                                                        | Health (Wales) Act 2003 (en)         | 1er avril 2004           | 1er avril 2004                                        | The Health Professions Wales Abolition Order 2006 | 31 mars 2006                         | Assemblée nationale du pays de Galles                               |
| National Council for Education and Training for Wales Cyngor Cenedlaethol Cymru dros Addysg a Hyfforddiant (en)           | Learning and Skills Act 2000 (en)    | 19 septembre 2000        | 19 septembre 2000                                     | The National Council for Education and Training for Wales (Transfer of Functions to the National Assembly for Wales and Abolition) Order 2005         | 31 mars 2006                         | Assemblée nationale du pays de Galles                               |
| Qualifications, Curriculum and Assessment Authority for Wales Awdurdod Cymwysterau, Cwricwlwm ac Asesu Cymru (ACCAC) (en) | Education Reform Act 1988 (en)       | 29 juillet 1988          | 1er juillet 1999                                      | The Qualifications, Curriculum and Assessment Authority for Wales (Transfer of Functions to the National Assembly for Wales and Abolition) Order 2005 | 31 mars 2006                         | Assemblée nationale du pays de Galles                               |
| Wales Tourist Board Bwrdd Croeso Cymru (en)                                                                               | Development of Tourism Act 1969 (en) | 25 août 1969             | 1er juillet 1999                                      | The Wales Tourist Board (Transfer of Functions to the National Assembly for Wales and Abolition) Order 2005                                           | 31 mars 2006                         | Assemblée nationale du pays de Galles                               |
| Welsh Development Agency Awdurdod Datblygu Cymru (en)                                                                     | Welsh Development Agency Act 1975    | 1er janvier 1976         | 1er juillet 1999                                      | The Welsh Development Agency (Transfer of Functions to the National Assembly for Wales and Abolition) Order 2005                                      | 31 mars 2006                         | Assemblée nationale du pays de Galles                               |
| Welsh Language Board Bwrdd yr Iaith Gymraeg (en)                                                                          | Welsh Language Act 1993 (en)         | 21 décembre 1993         | 1er juillet 1999                                      | The Welsh Language (Wales) Measure 2011 (Transfer of functions, Transitional and Consequential Provisions) Order 2012                                 | 31 mars 2012                         | Ministres gallois                                                   |
| Countryside Council for Wales (CCW) Cyngor Cefn Gwlad Cymru (CCGC) (en)                                                   | Environment Protection Act 1990 (en) | 5 novembre 1990          | 1er juillet 1999                                      | The Natural Resources Body for Wales (Functions) Order 2013                                                                                           | 31 mars 2013                         | Natural Resources Body for Wales Corff Adnoddau Naturiol Cymru (en) |
| Environment Agency Wales Asiantaeth yr Amgylchedd Cymru (en)                                                              | Environment Act 1995 (en)            | 1er avril 1996           | 1er juillet 1999                                      | The Natural Resources Body for Wales (Functions) Order 2013                                                                                           | 31 mars 2013                         | Natural Resources Body for Wales Corff Adnoddau Naturiol Cymru (en) |

#### Anciens organismes consultatifs
| Ancien organisme                                                       | Formation de l’organisme                                                                                             | Formation de l’organisme | Date de prise en charge par les institutions dévolues | Abolition et transfert des fonctions                            | Abolition et transfert des fonctions | Abolition et transfert des fonctions  |
| Ancien organisme                                                       | Origine légale | Date de création         | Date de prise en charge par les institutions dévolues | Décret                                                          | Date de dissolution                  | Institution de transfert              |
| ---------------------------------------------------------------------- | --- | ------------------------ | ----------------------------------------------------- | --------------------------------------------------------------- | ------------------------------------ | ------------------------------------- |
| Ancient Monuments Board for Wales Bwrdd Henebion Cymru                 | Ancient Monuments Consolidation and Amendment Act 1913 (en) Ancient Monuments and Archaeological Areas Act 1979 (en) | 15 août 1913             | 1er juillet 1999                                      | The Ancient Monuments Board for Wales (Abolition) Order 2006    | 31 mars 2006                         | Assemblée nationale du pays de Galles |
| Historic Buildings Council for Wales Cyngor Adeiladau Hanesyddol Cymru | Historic Buildings and Ancient Monuments Act 1953 (en)                                                               | 31 juillet 1953          | 1er juillet 1999                                      | The Historic Buildings Council for Wales (Abolition) Order 2006 | 31 mars 2006                         | Assemblée nationale du pays de Galles |

### Publications légales
- Government of Wales Act 1998, The Stationery Office Limited, 1999 (1re éd. 1998), 183 p. (lire en ligne [PDF]).
- Government of Wales Act 2006, The Stationery Office Limited, 2006, 203 p. (lire en ligne [PDF]).
- Wales Act 2014, The Stationery Office Limited, 2014, 39 p. (lire en ligne [PDF]).

### Autres publications
- Philippa Watkins et Amy Pearce, Assembly Sponsored Public Bodies, National Assembly for Wales, coll. « Members’ Research Service: Enquiry » (no 04/0019/PW/AP), 27 septembre 2004, 19 p. (lire en ligne [PDF]).
- Claire Charlot, « Plaid Cymru (1925-1979) : nationalisme gallois et dévolution », Revue française de civilisation britannique, no XIV-1 « La dévolution des pouvoirs à l’Écosse et au pays de Galles 1966-1999 »,‎ 2006, p. 85-105 (présentation en ligne).
- Rhys Iorwerth et Alys Thomas, Bill Summary : Local Government (Democracy) (Wales) Bill, National Assembly for Wales, coll. « Research Service » (no 12/2964), 2012, 21 p. (lire en ligne [PDF]).